# Ankama Éditions
Ankama Éditions est une filiale de la société Ankama créée en octobre 2006 spécialisée dans l'édition.

Depuis 2006, Ankama édite ses propres projets papier par le biais de cette société. Une partie des ouvrages publiés sont issus de l'univers du Krosmoz, mais pas exclusivement, car Ankama Éditions publie également d'autres indépendantes dans des répertoires variés, divisés en plusieurs collections. Une des plus notables est le Label 619 (qui cesse sa collaboration en 2021).
Pour publier ses premières bandes dessinées, Anthony Roux (directeur artistique d'Ankama) a proposé ses planches à différents éditeurs, mais ceux-ci ont refusé de le publier. C'est à la suite de ces refus que les trois dirigeants ont choisi de créer leur propre structure d'édition en 2006 nommée Ankama Éditions.
Ankama Éditions abritait Ankama Presse, et abrite Ankama Jeunesse.

## Collections

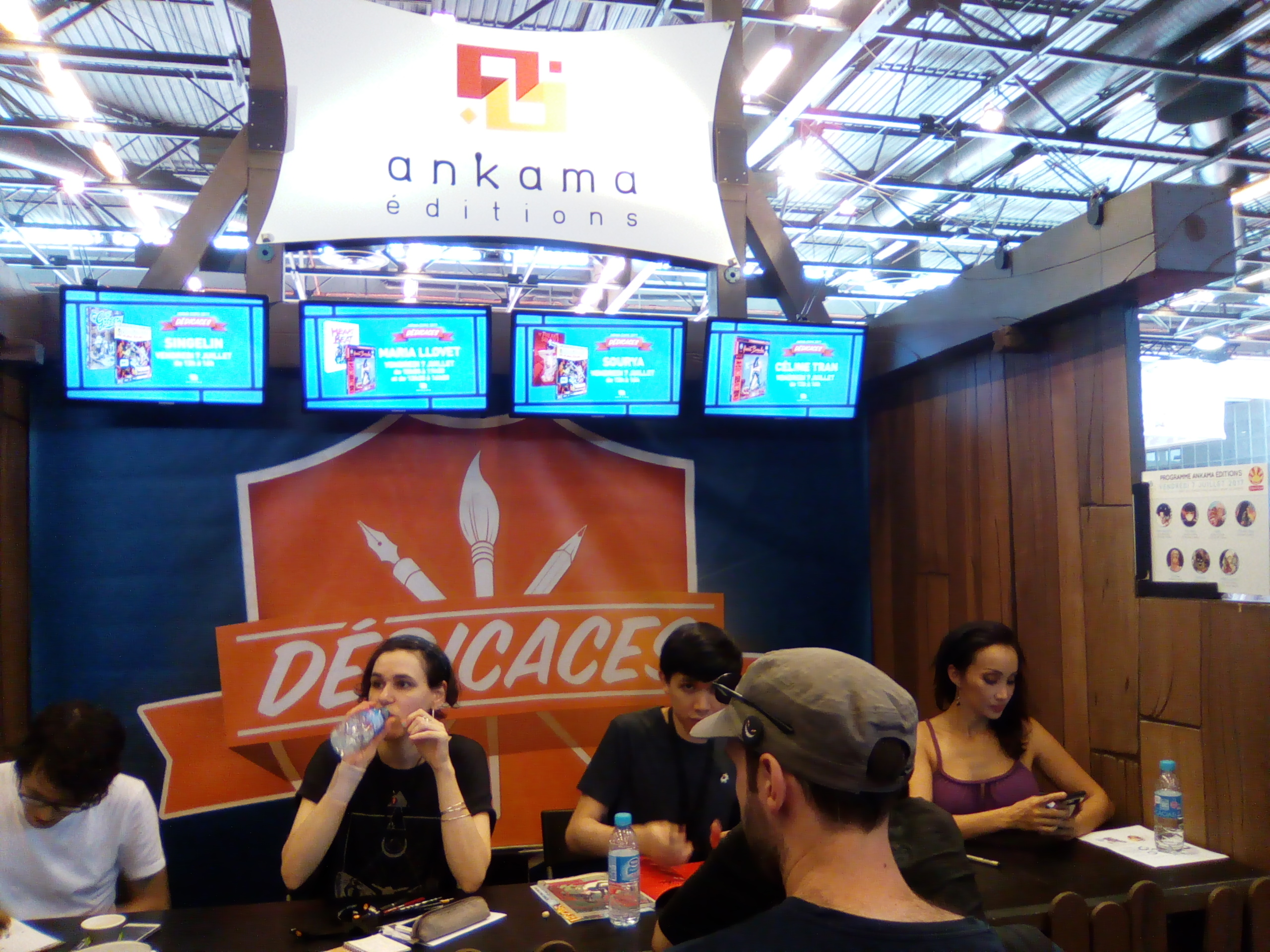
Auteurs de la collection Label 619 en dédicace sur le stand d'Ankama Éditions, à la Japan Expo 2017.

### Krosmoz
Le Krosmoz est un univers de fiction autour du « Monde des Douze » qui se décline en une série d’ouvrages : illustrations, recueils de textes, bandes dessinées, manfras, livres-jeux, romans (eux publiés chez Bayard mais en lien avec Ankama), etc.

### Ankama Jeunesse
Cette section d'Ankama Éditions est composée de livres graphiques pour les tout petits, d’albums jeunesses ou encore de romans illustrés pour jeunes ados.
- Bonzome : Livre pour enfant accompagné d’une figurine.

#### Cosmo
Cosmo est une collection d'Ankama jeunesse, proposant des livres pour enfant.
- Le Chapeau de Bagel par Hector Mumbly aka Dave Cooper
- Une Journée de rêves par Tony « Chick » Derbomez
- Tout est renversé par Guillaumit
- Le Soleil qui avait le blues par Jeremyville
- Le Petit Bricoleur par Sauerkids
- Ramayana, la divine ruse par Sanjay Patel
- La Couleur du secret par Eunyoung Choi et JaeHyuk Cha

#### Hors collection
- Je suis deux : court récit théâtral illustré dans un style fusionnant manga et art nouveau, par Marietta Ren et Eugény Couture
- Chaosland : bande dessinée comique d'Ancestral Z et Mojojojo
- Juju mimi fefe chacha : histoire de couples par Bastien Vivès et Alexis de Raphelis

### Kraken
Kraken est une collection mettant en valeur l’aventure.
- Tortuga : récit mélangeant le fantastique et le monde de la piraterie au XVIIe siècle (scénario : Sébastien Viozat, dessin : Antoine Brivet, couleurs : Virginie Blancher) ; 2 tomes
- Dieu a les boules : bande dessinée de Steven Lejeune mettant en scène Dieu sous les traits d’une femme
- Jason Silverstone : un jeune brocanteur mène une enquête sur des phénomènes paranormaux, à la frontière de deux mondes parallèles
- Teotl, d'Anthony Roux (sous le pseudonyme de Tot) et Mylydy, 3 tomes
- Radiant, de Tony Valente, manfra mettant en scène Seth, un sorcier, qui veut détruire le Radiant, le « berceau des Némésis ».

### Label 619
Orienté cultures urbaines, le Label 619 réunit une sélection de bandes dessinées et d’ouvrages inspirés des univers contemporains, pop et modernes. Il est dirigé par Run (Mutafukaz).
Le Label cesse sa collaboration avec Ankama en 2021 et s'associe désormais avec Rue de Sèvres pour l'édition.

### Araignée
Le label Araignée est une collection consacrée au fantastique et à l’étrange.
- Constellations : sur une Terre dévastée, des humains survivent dans un stade désaffecté, d’où ils n’ont pas le droit de sortir
- Ma vie de zombie : le gardien d’un cimetière assiste au réveil des morts, par Sébastien Viozat au scénario et RaphaëlB au dessin
- Avec les morts : le gardien d’un cimetière où se cachent des zombies s’occupe de ses pensionnaires avec une « bienveillance » apparente, des mêmes auteurs
- Havre : dans un monde détruit infesté de monstres, un nécromancien et une sorcière partent à la recherche d’autres humains
- Un jour sans : un seigneur partant en croisade est poursuivi par une malchance tenace
- Retranchés : histoire mettant en relation guerre de tranchés et dépression contemporaine.
- Milady de Winter : album de bande dessinée racontant le passé de ce personnage issu de l’œuvre d'Alexandre Dumas

### Hostile Holster
Collection noire d’Ankama Éditions. On y retrouve du polar, des histoires urbaines et dures, parfois à la limite du fantastique.
- We are the night : série noire en deux tomes se déroulant au cœur de la cité lyonnaise
- [***] Silence : l'enquête d’un muet, guidé par un lapin en peluche parlant

### Kuri

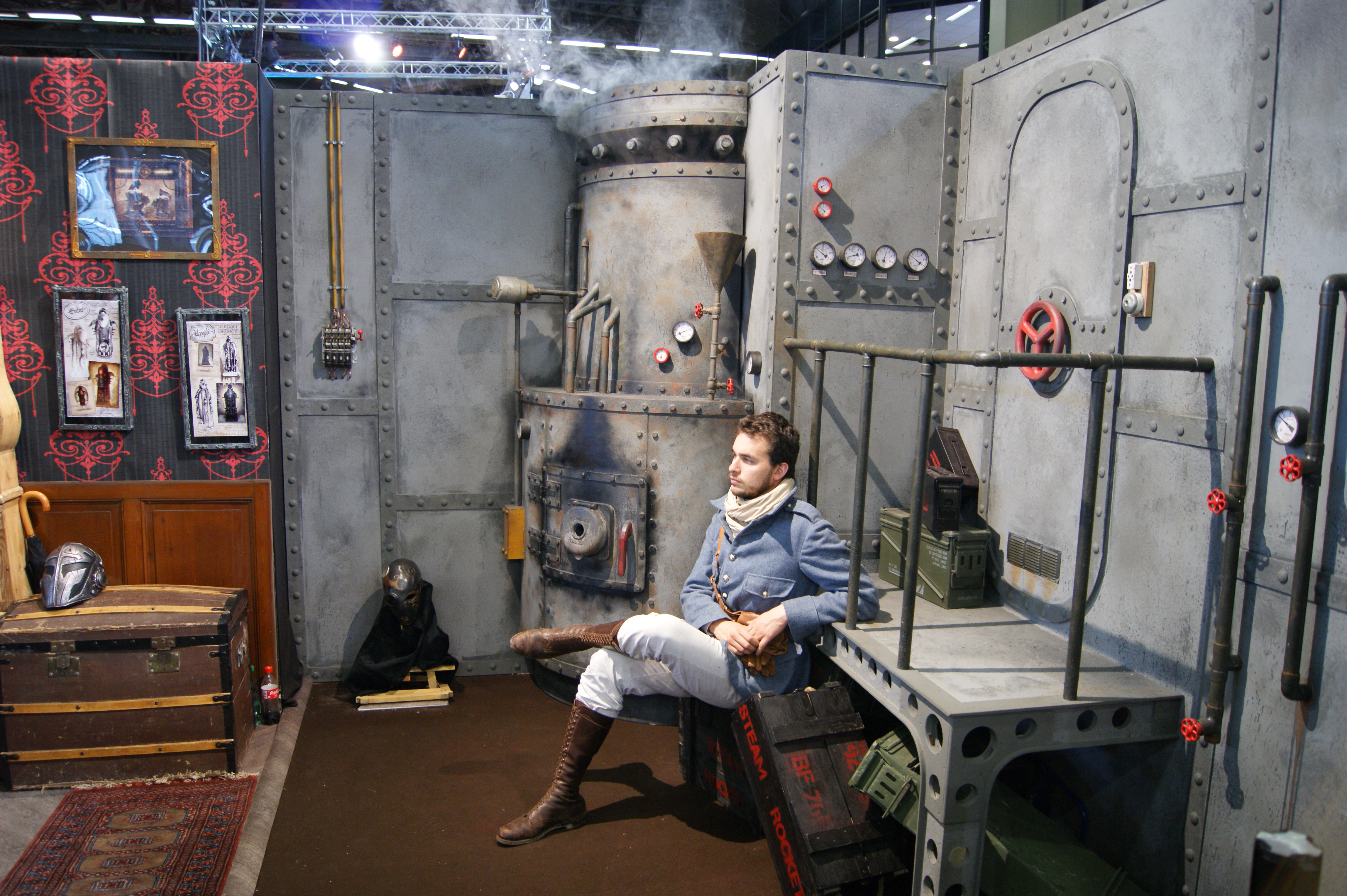
Stand de promotion de City Hall.

Kuri est une collection regroupant les manfras (hors univers Dofus et Wakfu) publiés par Ankama Éditions.
Ankama Éditions y publie aussi des mangas originaux jusqu'en 2013, date à laquelle la maison arrête, faute de ne pas avoir pu trouver de public. Sont ainsi traduits La paire et le sabre de Hideki Yamada, Hitman - Part Time Killer de Hiroshi Mutô, Togainu no Chi de Nitro Chiral et Suguro Chayamachi (ja), Black Joke (en) de Rintaro Koike et Masayuki Taguchi et Soil d'Atsushi Kaneko.
Les manfras publiés sont :
- Appartement 44 : série réalisée par le français Dara racontant le quotidien de quatre colocataires parisiens. Mais l’un d’entre eux semble être un alien ;
- City Hall, série en sept volumes scénarisée par Rémi Guérin et illustrée par Guillaume Lapeyre ;
- Kuma Kuma : histoire mélangeant jeu vidéo avec vie réelle qui se rapproche du monde de Dofus, scénario de Kaji, dessins de Kumi ;
- Togainu no chi : manfra de Suguro Chayamachi, adapté du jeu vidéo érotique homonyme.

### Maliki
La collection Maliki, outre la série de bande dessinée style manga Maliki contrôle les autres créations de Souillon.

### CFSL
Café salé est une communauté existante depuis septembre 2002. Elle est née d’un forum en ligne, à partir d’un groupe d’amis réunis par leur métier : l’illustration et le graphisme. Le forum réunit aujourd’hui[Quand ?] plus de 20 000 membres autour des arts graphiques et reçoit plus de 15 000 visites par jour. Il permet aux professionnels comme aux amateurs de poster leurs travaux et de recueillir les avis extérieurs, de promouvoir leur activité, et surtout, de partager, d’échanger, de faire connaissance avec leurs pairs.[passage promotionnel]
Ankama Éditions s'est associé avec Café salé et ses auteurs afin de publier des artbooks et des bandes dessinées.
- Artbook CFSL.net : recueil d’illustrations rassemblant la production de la communauté Café salé
- Artbook CFSL Shuffle : livres thématiques en speed painting
- Carnets de la Grenouille Noire : roman graphique dessiné par La Grenouille Noire
- Artbook Aleksi Briclot : Worlds & Wonders : artbook consacré à la production d’Aleksi Briclot

### Étincelle
Étincelle est une collection oscillant entre bande dessinée et roman graphique.
- Le Trop Grand Vide d’Alphonse Tabouret : Par Sibylline, Capucine et Jérôme d'Aviau (2010), racontant le parcours initiatique d’un petit bonhomme
- Les Enfants de Mandalay : Par Gilles Gonord, Bernard Olivie et Gilles Aris (2010)
- Prunelle : série par Vicky Portail-Kernel et Cédric Kernel (2010)
- Love - Le Tigre : par Frédéric Brémaud et Frederico Bertolucci (2011)
- Anguille et Baldaquin : par Valentin Seiche (2011)
- La Saga d'Atlas et Axis : par Pau. 1 tome paru (2011)

### Hors collection
- Tu mourras moins bête... : vulgarisation scientifique humoristique par Marion Montaigne
- Jim Hawkins : L'Île au trésor de Robert Louis Stevenson revisitée en bandes dessinées par Sébastien Vastra
- L'Intrépide : l'Intrépide est un super-héros qui doit sans cesse combattre le Voleur Vert, de Rémi Guérin (scénario) et de Guillaume Lapeyre (dessin) d'après une idée de Marcus
- Tire sur mon doigt : soixante-et-une manières de décliner la blague potache éponyme par Charles Bossart.

## Auteurs principaux
- Ancestral Z (Vincent Deruyck)
- Le duo Anne & Julien (créateurs par ailleurs de la revue Hey!)
- Jérôme d'Aviau
- Isabelle Bauthian
- Aurélien Ducoudray
- Capucine (Capucine Deslouis)
- Rémi Guérin
- Éric Hérenguel
- Maxe L'Hermenier
- Bertrand Hottin
- Cédric Kernel
- Sam Kieth
- Guillaume Lapeyre
- Steven Lejeune
- Florent Maudoux
- Mig (David Laurent)
- Marion Montaigne
- Jean-David Morvan
- Davy Mourier
- Raf (Raphaëlle Marx)
- Run (Guillaume Renard)
- Pozla (Rémi Zaoour)
- Souillon
- Sibylline
- Tot (Anthony Roux)
- Sébastien Vastra
- Bastien Vivès

## Distribution
La distribution d'Ankama Éditions est prise en charge par Média Participations.

## Ankama Presse

Logo d'Ankama Presse.

Créée le 15 juin 2007, la société Ankama Presse publie les journaux et magazines d'Ankama. Par l'arrêt de publication du Dofus Mag en 2015, Ankama Presse (SASU de moins de cinq salariés, d'un capital social de 150 000 €) est radiée le 11 août et fusionne avec Ankama Éditions,.
Cette entité poursuit la stratégie cross-média de l'entreprise :
- Dofus Mag : Ce bimestriel traite l'actualité des jeux de Dofus, Dofus Arena et Wakfu. Il contient des informations sur toutes les productions d'Ankama : work in progress et solutions des jeux vidéo, prépublications de BD, tutoriels, interviews des membres de la communauté et background pour les fans de jeux de rôle. Après 7 ans, 43 magazines et 12 Hors-Série, le magazine a fermé ses portes en décembre 2014. Le 2 Septembre 2024, Ankama réédite des articles au format webtoon pour l'occasion des 20 ans de Dofus, disponible dans l'application "Kosmoz"
- Mini-Wakfu Mag : Lancé en 2010, Mini-Wakfu Mag est un mensuel destiné aux 7/14 ans. Le titre propose 116 pages de bandes dessinées (série Wakfu et titres inédits) et d’articles (cinéma, livres, jeux vidéo). Magazine arrêté après 16 numéros.
- IG Magazine : Qui est un magazine général sur les jeux informatiques. Il a été lancé en 2009, sous le format d'un mook bimestriel. Opérationnellement, cette revue analyse les jeux vidéo actuels et anciens à travers six rubriques : critiques, économie, people, culture, rétro et geekzone. Le magazine s'arrête de paraître en 2013.
- Akiba Manga : Lancé début 2011, Akiba Manga est un magazine de manga mensuel, on y trouve sept séries inédites pour vingt pages par mois et un système de votes pour déterminer quelle sera la prochaine couverture et quelle série doit s’arrêter[10], à l'image des magazines japonais. Le magazine s'arrête après quelques mois et seulement sept numéros parus.
- Wakfu Mag : Bimestriel lancé en mai 2012 et arrêté en décembre 2014. Il parlait du jeu vidéo Wakfu.

## Identité visuelle

Premier logo de la société.
Logo actuel de la société.